# 枝村究
枝村究（えだむらきわむ、1987年6月1日 - ）は、新潟県長岡市出身在住のシンガーソングライターである。
SHOW!国際音楽･ダンス･エンタテイメント専門学校の卒業を経てライブハウスに就職しつつ、ライブハウスやストリートライブでのコンサートやインディーズのアルバム製作等の音楽活動を続いている。
プレイスタイルはアコースティックギター弾き語りだけではなく、ルーパーを使った独自のサウンドを奏でたり、キーボードの弾き語りもしばしば。金髪と187cmの長身がトレードマーク。

2017年12月に発売した2nd album『他物語』がきっかけで地元新潟の知名度も上がる。